# Teodora Komnena (księżna Austrii)
Teodora Komnena (gr. Θεοδώρα ἡ Κομνηνή, zm. 2 stycznia 1184) – bizantyńska księżniczka, córka Andronika Komnena, wnuczka syn Jana II Komnena.

## Życiorys
Rok urodzenia Teodory jest nieznany. W 1156 poślubiła Henryka II Jasomirgotta, władcę Austrii i księcia Bawarii z dynastii Babenbergów. Miała z nim troje dzieci:
- Agnieszkę (ok.1154–13 stycznia 1182), która została żoną Stefana III węgierskiego
- Leopolda V Babenberga (ur. 1157, zm. 31 grudnia 1194)
- Henryka, księcia Mödling (1158–31 sierpnia 1223)